# Geotrygon purpurata
A Geotrygon purpurata a madarak osztályának galambalakúak (Columbiformes) rendjéhez és a galambfélék (Columbidae) családjához tartozó  faj.

## Rendszerezése
A fajt Osbert Salvin angol ornitológus írta le 1878-ban, az Osculatia nembe Osculatia purpurata néven.

## Előfordulása
Ecuador és Kolumbia területén honos. Természetes élőhelyei a szubtrópusi vagy trópusi síkvidéki és hegyi esőerdők.

## Természetvédelmi helyzete
Az elterjedési területe nem nagy, egyedszáma 600-1700 példány közötti és csökken. A Természetvédelmi Világszövetség Vörös listáján veszélyeztetett fajként szerepel.